# Igreja do Valongo (Santos)
A Igreja do Valongo é uma igreja em estilo barroco localizada na cidade de Santos, estado de São Paulo, Brasil, fundada em 25 de janeiro de 1640.